# 马达里布尔县
马达里布尔（Madaripur District）为孟加拉国达卡专区辖县，属孟加拉国中南部县份。县境北与蒙希甘杰县接壤，东与沙里亚德布尔县毗邻，南与巴里萨尔、戈巴尔甘尼县交界，西与福里德布尔县相连。全境年平均温度12.6°C至35.8°C，年平均降雨量2,105毫米。县域总面积1,145公里²，总人口1,137,008人（2001）。全县共分置4乡（Upazila），政府驻达里布尔自治市。